# Jeremy Camp
Pour les articles homonymes, voir Camp.
Jeremy Thomas Camp, né le 12 janvier 1978 à Lafayette (Indiana), est un auteur-compositeur-interprète et un guitariste américain de rock chrétien évangélique.

## Biographie
Jeremy Camp naît à Lafayette (Indiana) le 12 janvier 1978. Ses parents, Tom et Terry Owen Camp sont pasteurs à Havest Chapel (affiliée à Calvary Chapel) à Lafayette (Indiana, É.-U.). Ils lui ont enseigné la guitare. Il a un frère, Jared et une sœur, April. Il a étudié la théologie au Calvary Chapel Bible College de Murrieta, en Californie, et a obtenu un diplôme . Après ses études, il a été ordonné pasteur.

### Carrière
Son premier album indépendant "Burden Me" sort en 2000. En 2002, il réalise son premier album "Stay (en)" avec le label BEC Recordings (en). Puis "Carried Me: The Worship Project (en)" , "Restored (en)" , "Live Unplugged (en)" , "Beyond Measure (en)" , "Speaking Louder Than Before (en)" , "Jeremy Camp Live (en)" , "We Cry Out: The Worship Project (en)" , "Christmas: God with Us (en)" , "Reckless (en)" , "I Will Follow (en)" , "The Answer" et "The Story's Not Over".
L'album de la musique du film Le Monde de Narnia : Le Lion, la Sorcière blanche et l'Armoire magique contient sa musique "Open Up Your Eyes".
J'y crois encore (I Still Believe), un film basé sur son premier mariage, est sorti le 13 mars 2020. K.J. Apa est engagé pour interpréter son rôle et Britt Robertson pour interpréter sa femme Melissa Camp. Le film s'inspire de son livre "I Still Believe: A Memoir", écrit en 2003. Pour le film, il reprend les chansons "I Still Believe (en)" et "Walk by Faith (en)".

### Vie privée
Jeremy Camp et Melissa Lynn Henning-Camp ont été mariés par le père de Camp dans une église, le 21 octobre 2000 . Lors de leur rencontre en 1999, Jeremy était âgé de 22 ans et Melissa de 20 ans. On lui a diagnostiqué un cancer de l'ovaire et elle est décédée le 5 février 2001, à l'âge de 21 ans,.
Certaines de ses premières chansons reflètent l'épreuve émotionnelle de sa maladie. "Walk by Faith (en)" a été écrit pendant leur lune de miel et "I Still Believe (en)" est la première chanson qu'il a écrite deux semaines après sa mort.
Le 15 décembre 2003, il a épousé Adrienne Liesching-Camp (en), ancienne chanteuse principale de The Benjamin Gate (en). Ils ont deux filles et un fils : Isabella "Bella" Rose Camp (née le 25 septembre 2004), Arianne "Arie" Mae Camp (née le 5 avril 2006) et Egan Thomas Camp (né le 17 août 2011).

## Discographie
- Burden Me (1999)
- Stay (en) (2002)
- Carried Me: The Worship Project (en) (2004)
- Live Unplugged (en) (2004)
- Musique du film : Le Monde de Narnia : Le Lion, la Sorcière blanche et l'Armoire magique (2005)
- Live Unplugged (en) (2005)
- Beyond Measure (en) (2006)
- Live Session EP (2007)
- Speaking Louder Than Before (en) (2008)
- Jeremy Camp Live (en) (2009)
- We Cry Out: The Worship Project (en) (2010)
- I Still Believe: The Number Ones Collection (2012)
- Christmas: God with Us (en)s (2012)
- Reckless (en) (2013)
- I Will Follow (en) (2015)
- The Answer (2017)
- The Story's Not Over (2019)

## Récompenses
En 2024, au cours de sa carrière, il a reçu 1 nomination aux Grammy Awards  et 6 Dove Awards.
- 2004 : Dove Award : nouvel artiste de l'année et meilleure voix masculine de l'année
- 2005 : Dove Award : meilleure voix masculine de l'année et chanson rock de l'année pour "Stay (en)"
- 2007 : Dove Award : Album musical de l'année

### Nominations
- 2010 : 52e cérémonie des Grammy Awards pour le meilleur album gospel pop/contemporain (en)
- 2012 : American Music Awards 2012 pour le meilleur artiste "Contempory Inspirationnal"